# Raimundo Correa
Raimundo José Correa (* 2. Januar 1950 in Barra do Paraopeba, Minas Gerais), auch bekannt unter dem Spitznamen Lola, ist ein ehemaliger brasilianischer Fußballspieler, der vorwiegend im Angriff agierte.

## Laufbahn
Seine ersten Profijahre verbrachte Lola bei Atlético Mineiro, zu denen er bereits im Alter von 16 Jahren stieß. 1971 gewann er mit den Alvinegros die erstmals offiziell landesweit ausgespielte brasilianische Fußballmeisterschaft, nachdem er mit seinem Verein im Vorjahr bereits die Staatsmeisterschaft von Minas Gerais gewonnen hatte. Nach einer Zwischenstation beim  Guarani FC kam Lola 1974 nach Mexiko, wo er seine erste Spielzeit 1974/75 beim Club América verbrachte. Anschließend wechselte er zu den UANL Tigres, mit denen er in der Saison 1975/76 den mexikanischen Pokalwettbewerb gewann. In den Finalspielen setzte er sich mit den Tigres ausgerechnet gegen seinen vorherigen Arbeitgeber América durch.
Nach seiner Station bei den Tigres kehrte er nach Brasilien zurück, wo er noch für diverse Vereine spielte und 1983/84 seine aktive Laufbahn in Diensten von Botafogo FC (SP) beendete.

## Erfolge
- Brasilianischer Meister: 1971
- Mexikanischer Pokalsieger: 1976
- Campeonato Mineiro: 1970